# Eerste Kamerverkiezingen 2019/Kandidatenlijst/ChristenUnie
De kandidatenlijst voor de Eerste Kamerverkiezingen van 2019 van de lijst ChristenUnie (lijstnummer 8) is na controle door de Kiesraad als volgt vastgesteld:
1. Bikker M.H. (Mirjam) (v), Gouda
2. Ester P. (Peter) (m), Baarn
3. Huizinga-Heringa J.C. (Tineke) (v), Heerenveen
4. Verkerk M.J. (Maarten) (m), Hoensbroek
5. Talsma H.J.J. (Hendrik-Jan) (m), 's-Gravenhage
6. Kennedy-Doornbos S.J. (Simone) (v), Amersfoort
7. van Schayck C.P. (Onno) (m), Maastricht
8. Rots D.G. (Gerdien) (v), Zwolle
9. van Meppelen Scheppink M.C. (Martijn) (m), Barendrecht
10. Palm T.P. (Trineke) (v), Utrecht
11. Veldkamp B.P. (Bernard) (m), Enschede
12. de Jong J.E. (Jouke) (m), Drachten
13. Vreugdenhil B.P. (Ben) (m), Breukelen
14. Verheij L. (Leendert) (m), Voorburg
15. Dekker C. (Cees) (m), 's-Gravenhage
16. van Vliet J.C.I. (Hans) (m), 's-Gravenpolder
17. Sietsma H.H. (Herman) (m), Ermelo
18. de Graaf B.A. (Beatrice) (v), Utrecht

VVD · PVV · CDA · D66 · GroenLinks · SP · PvdA · ChristenUnie · Partij voor de Dieren · 50PLUS · SGP · DENK · FVD · Blanco lijst 15 · OSF
2003 · 2007 · 2011 · 2015 · 2019 · 2023